# Karl Christoph von Linsing
Karl Christoph von Linsing, zeitgenössisch und in Eigenschreibweise Christoph Carl von Linsing[en], (* 13. Juni 1703 in Birkenfelde; † 6. Mai 1787 in Nienburg/Weser) war ein deutscher Offizier, zuletzt im Rang eines Generalleutnants im Dienste des Kurfürstentums Hannover.

## Leben

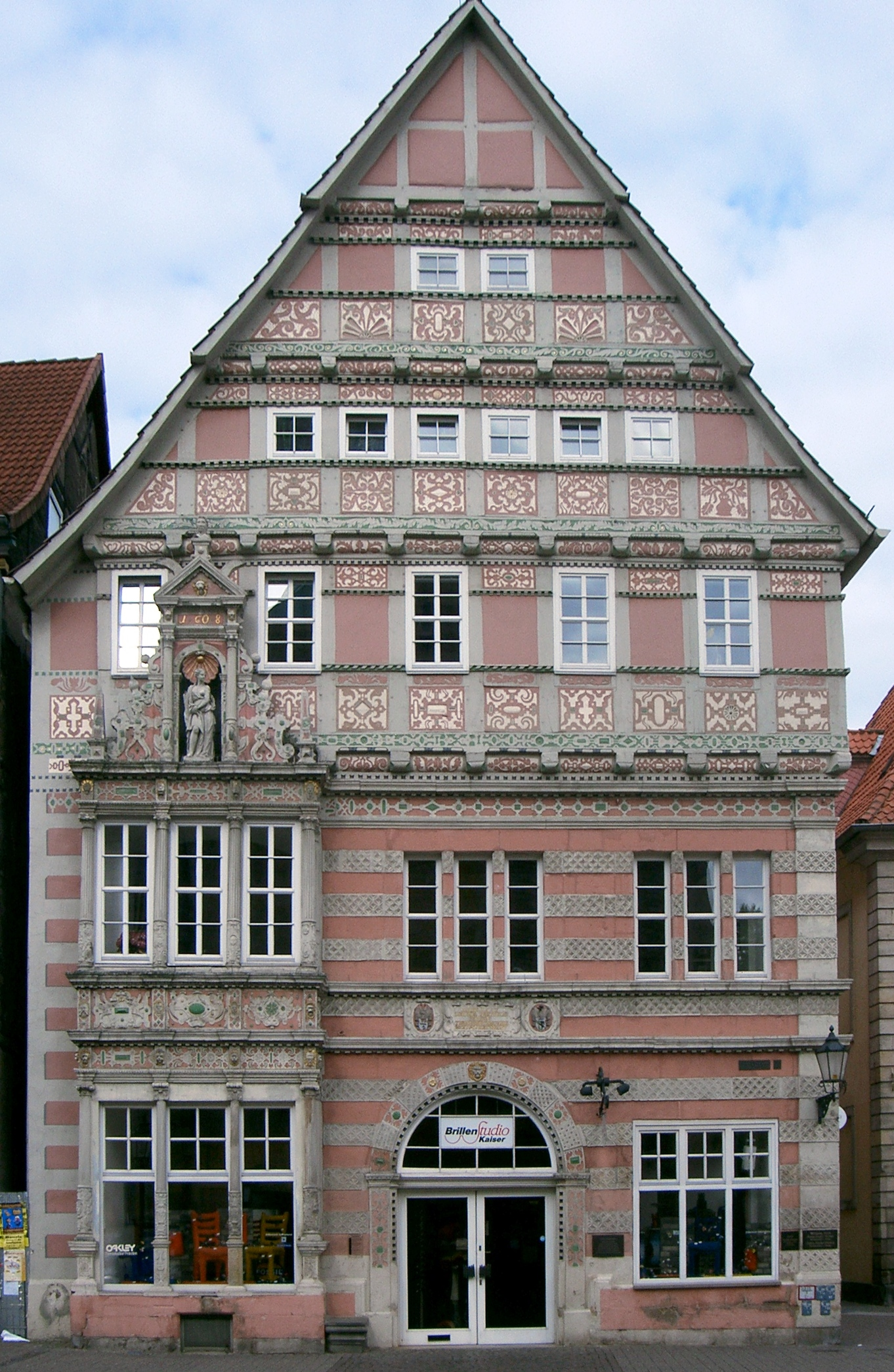
Dempter-Haus in Hameln

Linsing entstammte der im Eichsfeld ansässigen Adelsfamilie Linsingen und schlug in jungen Jahren die militärische Laufbahn ein und diente zunächst im Regiment Alt-Zastrow, wo er 1729 (spät) Fähnrich wurde. Er bewährte sich im Österreichischen Erbfolgekrieg und wurde 1747 Kapitain in der Fußgarde und 1751 Major. Im Siebenjährigen Krieg stieg er 1758 zum Oberstleutnant und 1761 zum Oberst auf. In seinen zahlreichen Scharmützeln, Gefechten und Schlachten wurde er mehrfach verwundet, erstmals 1738 als Leutnant bei den Auseinandersetzungen mit Dänemark um das von Gottfried von Wedderkop verpfändete Steinhorst. 1770 wurde Linsing Generalmajor und übernahm 1776 das Regiment von Prinz Karl von Mecklenburg(-Strelitz). 1774 erwarb er das heute noch bestehende Dempter-Haus in Hameln. 1777 wurde er zum Generalleutnant befördert. 1786 verließ er den aktiven Dienst bei der Truppe und wurde Kommandant von Nienburg/Weser. Er wurde auf dem Garnisonfriedhof von Hameln bestattet, wo sein klassizistisches Grabmal heute noch erhalten ist.
Er war seit 1750 verheiratet mit seiner Patentochter Susanne Philipiene von Minnigerode (* 11. Februar 1732; † 1809). Aus der Ehe gingen zehn Kinder hervor, von denen ihn sechs überlebten, darunter vier Söhne in militärischen Diensten des Kurfürstentums Hannover. Seine vier Söhne nannten sich später von Linsingen.
Dazu zählt: 
- August Heinrich (* 14. August 1764; † 12. Dezember 1817), Oberst ⚭ Eleonore Albertine Luise von Cornberg (* 28. August 1781; † 13. Juli 1869)

Die Linsingen-Kaserne in Hameln ist nach ihm und seiner Familie benannt.